# Neckarwestheim
Neckarwestheim är en kommun och ort i Landkreis Heilbronn i regionen Heilbronn-Franken i Regierungsbezirk Stuttgart i förbundslandet Baden-Württemberg i Tyskland.
Kommunen ingår i kommunalförbundet Lauffen am Neckar tillsammans med staden Lauffen am Neckar och kommunen Nordheim.